# Abudefduf sexfasciatus
Abudefduf sexfasciatus, conosciuto comunemente come pesce sergente dalla coda a forbice, è un pesce d'acqua salata appartenente alla famiglia Pomacentridae.

## Distribuzione e habitat
Questa specie è diffusa nel Mar Rosso e nell'Indo-Pacifico (dalle coste del Mozambico fino all'Isola di Pasqua). Abita barriere coralline, zone rocciose e acque aperte, spesso frequentando aree abitate da coralli molli e spugne.

## Descrizione
Presenta un corpo alto, molto compresso ai fianchi, ovaloide, con profili dorsale e ventrale convessi. La pinna caudale è fortemente forcuta, mentre le altre pinne appuntite. La livrea è semplice: il fondo è biancastro, con sei bande verticali che scendono dall'apice della dorsale e terminano sul ventre. La quinta banda invece continua anche sulla pinna anale. Sulla coda sono presenti invece due bande orizzontali, la superiore sfociante nell'ultima banda verticale. 

Raggiunge una lunghezza massima di 16 cm.

## Alimentazione
A. sexfasciatus si nutre di alghe e zooplancton.

## Pesca
Anche se commestibile, è pescato solamente a livello locale.

## Acquariofilia
È diffuso negli acquari pubblici, meno (viste anche le dimensioni) in quelli domestici.